# Vinnius subfasciatus
Vinnius subfasciatus là một loài nhện trong họ Salticidae.
Loài này thuộc chi Vinnius. Vinnius subfasciatus được Carl Ludwig Koch miêu tả năm 1846.